# Няр
Няр — река в России, протекает по Кизеловскому и Александровскому районам Пермского края. Река впадает в верхнюю часть Широковского водохранилища, устье реки находится в 133 км по правому берегу реки Косьва. Длина реки составляет 50 км, площадь водосборного бассейна 314 км². Высота устья — 205,0 м над уровнем моря.
Река берёт начало на Среднем Урале, на северных склонах горы Няровский Камень (774 м НУМ). Исток лежит на водоразделе Косьвы и Яйвы, неподалёку берёт начало река Сюзь. Исток реки находится в Кизеловском районе, в среднем течении река преодолевает участок по Александровскому району, затем возвращается в Кизеловский. От истока Няр течёт на юг, затем поворачивает на запад, огибая горную цепь, затем вновь поворачивает на юг.
Большая часть течения проходит по ненаселённой местности, среди холмов, поросших тайгой, в среднем течении река протекает деревню Семёновка. Ширина реки в среднем и нижнем течении 15-20 метров, скорость течения — высокая (0,6 — 0,7 м/с). Впадает в верхнюю часть Широковского водохранилища на реке Косьва около деревни Няр.

## Притоки (км от устья)
- 5,2 км: река Старичная (лв)
- 14 км: река Вогулка (пр)
- река Берестянка (лв)
- река Семёновка (лв)
- река Рассоха (лв)

## Данные водного реестра
По данным государственного водного реестра России относится к Камскому бассейновому округу, водохозяйственный участок реки — Кама от города Березники до Камского гидроузла, без реки Косьва (от истока до Широковского гидроузла), Чусовая и Сылва, речной подбассейн реки — бассейны притоков Камы до впадения Белой. Речной бассейн реки — Кама.
Код объекта в государственном водном реестре — 10010100912111100008687.